# كعبية فارش
كعبية فارش قرية صغيرة تتبع ناحية مركز بانياس في منطقة بانياس التابعة لمحافظة طرطوس.